# L'Émigré
Pour plus de détails, voir Fiche technique et Distribution.
L'Émigré (المهاجر, Al-mohager) est un film franco-égyptien réalisé par Youssef Chahine, sorti en 1994. Il a été censuré par les islamistes, quatre ans avant la sortie du Destin.

## Synopsis
Vivant au sein d'une tribu pauvre, Ram décide d'émigrer vers l'Égypte, contre l'avis de son père...

## Fiche technique
- Titre : L'Émigré
- Titre original : المهاجر, Al-mohager
- Réalisation : Youssef Chahine
- Scénario : Youssef Chahine et Rafiq As-Sabban
- Musique : Mohammad Nouh
- Dates de sortie :
  -  Suisse : août 1994 au festival international du film de Locarno
  -  France : 8 mars 1995

## Distribution
- Khaled El Nabawy : Ram
- Michel Piccoli : Adam
- Youssra : Simihit
- Mahmoud Hemeida : Amihar
- Safia el-Emary : Basma